# Baku Cup 2011
Baku Cup 2011 — професійний тенісний турнір, що проходив на кортах з твердим покриттям. Це був перший турнір Baku Cup, що проходив у рамках Туру WTA 2011. Відбувся в Баку (Азербайджан) з 18 до 24 липня 2011 року.

## Учасниці

### Сіяні пари
| Країна          | Гравчиня               | Рейтинг | сіяна |
| --------------- | ---------------------- | ------- | ----- |
| Росія           | Віра Звонарьова        | 3       | 1     |
| Росія           | Анастасія Павлюченкова | 13      | 2     |
| Росія           | Олена Весніна          | 33      | 3     |
| Росія           | Катерина Макарова      | 40      | 4     |
| Румунія         | Моніка Нікулеску       | 52      | 5     |
| Велика Британія | Олена Балтача          | 58      | 6     |
| Росія           | Ксенія Первак          | 65      | 7     |
| Росія           | Євгенія Родіна         | 77      | 8     |

- Рейтинг подано станом на 11 липня 2011.[1]

### Інші учасниці
Нижче наведено учасниць, які отримали вайлдкард на участь в основній сітці:
- Нігіна Абдураїмова
- Камілла Фархад
- Ніна Хрисанова

Нижче наведено гравчинь, які пробились в основну сітку через стадію кваліфікації:
- Олена Бовіна
- Яна Бучіна
- Ейріні Георгату
- Валерія Соловйова

Нижче наведено гравчинь, які потрапили в основну сітку як щасливий лузер:
- Татія Мікадзе

## Переможниці та фіналістки

### Одиночний розряд
Віра Звонарьова —  Ксенія Первак, 6–1, 6–4.
- Для Звонарьової це був другий титул за сезон і 12-й — за кар'єру.

### Парний розряд
Марія Коритцева /  Тетяна Пучек —  Моніка Нікулеску /  Галина Воскобоєва, 6–3, 2–6, [10–8].